# 棘冠海星
棘冠海星（学名：Acanthaster planci），又名魔鬼海星，該種動物生活在淺海等有珊瑚礁的水域，主要食物為珊瑚，有時以甲殼類或海參為食。牠的觸手最多達到21隻，其表層上有棘刺，這些毒棘有毒胞，即是神經毒素，因而常有潛水夫或是浮潛客，甚至是漁民不慎碰到後中毒。牠與大部分的棘皮動物相同，棘冠海星同樣是從浮游生物開始成長，然後依序為：初齡幼體→二齡幼體→三齡幼體→（沉海底）→終齡幼體→成體。成年棘冠海星幾乎沒有天敵，而其最大的天敵是大法螺、唐冠螺，和專食海星的油彩蠟膜蝦以及俗稱蘇眉的曲紋唇魚，其未沉海底之前的幼體（浮游生物時期）易被以浮游生物為食的魚、貝類、鬚鯨等捕食。